# Phaulomyrma javana
Phaulomyrma javana is een mierensoort uit de onderfamilie Leptanillinae. De wetenschappelijke naam van de soort werd in 1930 gepubliceerd door George Carlos Wheeler en Esther W. Wheeler.